# Torre d'Hèrcules (la Vila Joiosa)
La Torre d'Hèrcules o Torre de Sant Josep és un monument funerari romà de la meitat del segle ii dC, situat a la partida del Torres del municipi de la Vila Joiosa (a la Marina Baixa, País Valencià), a pocs quilòmetres de la ciutat romana d'Al·ló. Té forma de torre de planta rectangular i consta d'un podi esglaonat de cinc grades, de les quals la primera està parcialment soterrada. Sobre aquest es troba el cos central, als cantons del qual se situen pilastres de reforç, mentre que els panys dels murs són llisos. La construcció és rematada amb un segon cos realitzat molt probablement al segle xviii, ja que apareix als dibuixos de Laborde. Per les restes trobades al voltant (i que permetrien la seua restauració) se sap que els capitells de les pilastres eren d'estil corinti; també s'han trobat restes de l'arquitrau. S'ha plantejat la hipòtesi (segons L. Aband) que el remat del monument fóra un cos piramidal, en posar-lo en relació amb altres monuments funeraris de l'època romana. L'interior consta d'una única sala coberta amb una volta de canó. Aquest monument funerari està representat en diversos documents gràfics d'Antoni Valcárcel Pío de Savoia i Moura, més conegut com el comte de Lumiares, (segle xviii) i de Laborde (segle xix), on es representa com és en l'actualitat. Gaudeix de la declaració de BIC amb el número de referència RI-51-0006819.